# 松岗白带小山蜗牛
松岗白带小山蜗牛（学名：Platyrhaphe sunggangensis），是中腹足目山蜗牛科Platyrhaphe属的一种。主要分布于台湾，常生长于落叶下或地上。